# Resident Evil Gaiden
Resident Evil Gaiden (укр. Оселя зла: Побічна історія, яп. バイオハザ) — пригодницька відеогра, розроблена компанією M4 для Game Boy Color у 2001 році. У Японії та Північній Америці її видала Capcom, а в Європі — Virgin Interactive. Отримавши загалом змішані відгуки критиків, гра знаменує собою певний відхід від інших частин серії, оскільки дослідження місцевості відбувається за допомогою персонажа, якого гравець бачить з перспективи зверху вниз, а битви ведуться від першої особи. Історія розгортається навколо спалаху вірусу на пасажирському кораблі, а головними героями знову стають Леон Кеннеді та Баррі Бертон. Ця гра є неканонічною, оскільки її сюжет у ключових частинах суперечить основній серії, та не враховує її події.

## Ігровий процес
Гра пропонує гравцеві трьох персонажів та полягає у дослідженні локацій, збиранні предметів та боротьбі з ворогами. На відміну від попередніх частин серії, Resident Evil Gaiden використовує вид зверху вниз, який при наближенні ворога змінюється на бойовий режим від першої особи з прицілом, що постійно рухається вліво і вправо. Для здійснення атаки гравець повинен натиснути відповідну кнопку, коли приціл опиниться в радіусі досяжності ворога.

## Сюжет
В основі сюжету — вірусний спалах на розкішному пасажирському лайнері. Гра розповідає про підпільну організацію, створену з метою покласти край глобальним операціям компанії Umbrella, відповідальної за катастрофу в Раккун-Сіті. Леон Кеннеді, один з головних героїв Resident Evil 2, приєднався до організації й отримав наказ дослідити лайнер «Старлайт», на борту якого, за чутками, знаходиться новий тип біоорганічної зброї, розроблений корпорацією Umbrella. Зрештою, командування втрачає з ним зв'язок, і Баррі Бертон, другорядний персонаж з першої частини Resident Evil, відправляється на його пошуки.
Виявивши, що екіпаж та пасажири судна перетворилися на зомбі, він стикається з сиротою на ім'я Люсія, яка чомусь може відчувати присутність нової біозброї Амбрелли, а також наділена деякими іншими таємничими здібностями. Люсію викрадає монстр, але Баррі зрештою возз'єднується з Леоном, і вони разом намагаються знищити біозброю та врятувати дівчинку. Група дізнається, що у монстра має бути зелена кров, а згодом стає свідками вибуху, який підпалив корабель. Вони розділяються, а Леон з Люсією активують спринклерну систему, щоб запобігти вибуху в машинному відділенні. Пізніше вони підслуховують розмову Баррі з Амбреллою про якийсь компроміс., і їхні підозри підтверджуються, коли вони зустрічаються з ним знову. Баррі погрожує Леону пістолетом, викрадає Люсію і тікає з нею на підводний човен Амбрелли. Тим часом на «Старлайт» стається другий вибух, і Леон пробирається до машинного відділення, щоб з'ясувати його джерело. Він з'ясовує, що біоорганічна зброя знищила паливний конвертер, намагаючись підірвати корабель й знищити всі докази. Він успішно відбивається від неї, але пошкодження, завдані кораблю, виявляються надто серйозними.
Згодом події переносяться на підводний човен, де Баррі розповідає капітану, що він прикинувся, ніби викрав Люсію, щоб обдурити Амбреллу і змусити їх евакуюватися зі «Старлайт». Він також дізнається, що компанія нічого не знала про біоорганічну зброю на «Старлайт» і хоче забрати Люсію, оскільки вона є носієм паразита, який за десять днів перетвориться на іншу біоорганічну зброю. Баррі змушує хірургів на борту видалити паразита з дівчини, але він виривається із захисного скла і висмоктує життя з капітана, перетворюючи його на зомбі. Паразит тікає, вбиває весь екіпаж і врешті-решт перетворюється на зрілу біоорганічну зброю. Баррі та Люсія повертаються на підводному човні назад і піднімаються на борт майже затонулого корабля, щоб врятувати Леона, але дорослий монстр випереджає їх. Хоча вони швидко знаходять те, що здається Леоном, вони з'ясовують, що біоорганічна зброя виявилася перевертнем та набула подоби їхнього напарника. Їм вдається втекти, і вони натрапляють на іншого Леона в машинному відділенні. Разом вони повертаються на палубу, де біоорганічна зброя тягне Люсію в море. Баррі рятує її, але одразу за ними опиняється інша Люсія. Справжня дівчина хапає ніж і ріже собі руку, щоб показати червону кров, таким чином підтверджуючи свою особистість. Група перемагає біоорганічну зброю в останній битві й тікає на підводний човен. Люсії, яка втратила свої таємничі здібності після вилучення паразита, пропонують жити з родиною Баррі. У фінальному кадрі гри з шиї Леона тече зелена кров, що свідчить про те, що він не справжній Леон, а перша замаскована біоорганічна зброя, яку тепер не може відчути Люсія.

## Розробка
Невдовзі після того, як Capcom випустила Dino Crisis (1999), її європейський видавець Virgin Interactive доручив невеликій британській студії M4 розробити тестовий порт для Game Boy Color. Virgin вже деякий час видавала ігри Capcom в Європі, в тому числі Resident Evil, і сподівалася поглибити свої зв'язки з компанією, розробляючи оригінальні ігри. Capcom була вражена демоверсією Dino Crisis і попросила M4 створити на рушії нову гру Resident Evil. Capcom мала намір створити успішну портативну гру Resident Evil; раніше вони стикалися з проблемами портування своїх ігор для домашніх консолей на менш потужні портативні системи, а саме Resident Evil 2 на Game.com і незавершений порт Resident Evil для Game Boy Color. Capcom відмовилася від порту Resident Evil для Game Boy Color після того, як Resident Evil Gaiden отримала зелене світло.
Розробкою Resident Evil Gaiden переважно займалася M4. Компанія складалася з колишніх членів Bits Studios. Вони використовували створений ними раніше інструментарій для оптимізації розробки для Game Boy Color. Команда отримувала мінімальну допомогу від Capcom, і в основному була змушена розробляти гру самостійно. Хірокі Като написав оригінальний сюжет для гри та надіслав його до M4, але не контактував з командою розробників напряму. Мікамі Сіндзі був радником з питань контенту, але залишався в основному осторонь, за винятком того, що порекомендував використовувати рухомий приціл під час бойових сцен від першої особи. Концепція бойових сцен, натхненна рольовою відеогрою 1987 року Dungeon Master, була розроблена M4, і співробітники вважають, що це було важливою причиною, чому Capcom уклала з ними контракт на розробку гри.
Наступник Game Boy Color, Game Boy Advance, був випущений Nintendo у березні 2001 року. Оскільки увага споживачів переключилася на нову портативну систему, M4 наполягала на перенесенні розробки Resident Evil Gaiden і навіть створила прототип, що демонстрував покращену графіку. Однак Capcom і Virgin вирішили продовжити розробку на Game Boy Color, посилаючись на високі витрати на повторне створення ассетів, перепрограмування і низьку маржу на картриджах для Game Boy.
Спочатку гра була випущена на території PAL 14 грудня 2001 року. В Японії вона вийшла 29 березня 2002 року, а в Північній Америці — 4 червня 2002 року.

## Сприйняття
| Агрегатор    | Оцінка |
| ------------ | ------ |
| GameRankings | 56.46% |

| Видання                  | Оцінка      |
| ------------------------ | ----------- |
| Computer and Video Games | 7.0/10      |
| GamePro                  | 2.5/5 зірок |
| GameSpot                 | 5.0/10      |
| IGN                      | 4.0/10      |

Resident Evil Gaiden отримала неоднозначні відгуки від критиків. Майк Мейджор з GamePro зауважив, що візуальна складова відволікає від задуманої моторошної атмосфери. Крейг Гарріс з IGN розкритикував непрактичну для портативної гри систему збереження (гравець може зберігатися лише в обмеженій кількості точок збереження) і був незадоволений тим, що всі головоломки зводяться до збирання ключів і предметів. Френк Прово з GameSpot у своєму огляді звернув увагу на ті ж самі проблеми, хоча й похвалив продуманий сюжет за його численні повороти. Computer and Video Games також розкритикували графіку, але визнали, що головоломки не поступаються іншим частинам серії, а також похвалили бойову систему. Retro Gamer включили її до списку десяти найкращих ігор для Game Boy Color, описавши гру, як «чудовий екшен із захопливим сюжетом» та «недооцінену класику».